# كيت لاولر
كيت لويز لاولر (بالإنجليزية: Kate Lawler)‏(ولدت في 7 مايو 1980) هي شخصية تلفزيونية إنجليزية واقعية. كانت أول امرأة تفوز بجائزة الأخ الأكبر في المملكة المتحدة، حيث فازت بالسلسلة الثالثة (2002) من برنامج تلفزيون الواقع. منذ أن عملت سلسلة «الأخ الأكبر» التلفزيونية، عملت كمقدمة برامج وشخصية تلفزيونية، وهي عارضة أزياء ومنسقة موسيقى. ولدت في بيكنهام-لندن.

## الأخ الأكبر
فازت كيت لاولر بالسلسلة الثالثة من فيلم «الأخ الأكبر» في عام 2002، لتصبح بذلك أول امرأة تنافس على ذلك.

## مهنتها
في سبتمبر 2002، أصبحت كيت منسقة موسيقى في كابيتال أف أم، وهو المنصب الذي بقيت فيه حتى ديسمبر 2003. شاركت في تقديم عرض تلفزيوني للقناة الرابعة في فبراير 2003 حتى تم حجبه في ديسمبر من ذلك العام. في عام 2005، كانت واحدة من المنافسين في «آي تي في» تحت اسم «ذا بلاولر». ساعدت فريقها في الفوز ببطولة الفريق، ولكن تم القضاء عليه في الدور نصف النهائي من المنافسة الفردية من الزميلة لايلاني داودنغ.
في 14 أغسطس 2006، دخلت كيت «جزيرة الحب» كوافد جديد، وكانت ثالث أفضل أنثى في نهائي جزيرة الحب.
ظهرت كيت في العديد من المجلات مثل حديقة الحيوان اليومية. في 24 يوليو 2006 أعلنت آن سامرز أنه سيكون نموذج الشركة الجديد في إعلانات الملابس الداخلية، في عام 2007 ظهرت كيت لاولر على هيئة الإذاعة البريطانية بي بي سي كوميديا روب برادون. في الأول من أكتوبر 2007، انضمت كيت إلى راديو كيرانج، وشاركت في تقديم عرض الإفطار مع تيم شو من الساعة 7:00 صباحًا حتى 10 صباحًا. في 12 مايو 2008، انتقلت إلى درايف، العرض الذي قدمته كيرانج من الساعة 4:00 مساءً حتى 7:00 مساءً. بعد المغادرة من بورغ في أكتوبر/ تشرين الأول 2009، أصبحت مذيعة منفردة مرة أخرى وتقوم ببناء جماهير وفقاً لأرقام مع برنامج يظهر بشكل كبير تفاعل الجمهور وميزاته، يشبه إلى حد كبير عرض الإفطار الذي خططت له قبلاً. تم ترشيح كيت لاولر للحصول على جائزة راديو سوني لأفضل برنامج ترفيهي في عام 2013. توقف كيرانج البث على إف إم في غرب ميدلاندز، وتم بثه رقمياً في صيف عام 2013، وكان كيت مضيفة وجبة الإفطار.
ظهرت على قناة بي بي سي في معرض هولو هول في الجدار في خريف عام 2009 وفازت بمبلغ 10000 جنيه استرليني تبرعت به إلى جمعية خيرية للتليف الكيسي.
في 18 سبتمبر 2010 ظهرت على برنامج "Total Total Wipeout".
في عام 2013، انضمت كيت إلى Key 103 في مانشستر، وتم عرض برنامجها على محطات أخرى في الشمال من الاثنين إلى الخميس من الساعة 10 مساءً وحتى الساعة 1 صباحًا. في صيف عام 2014، أصبح راديو مدينة ليفربول 96.7 جزءًا من البرامج التي تم ربطها بالشبكة. كما بدأت في تقديم العروض من الأحد إلى الخميس.
كان آخر عرض لكيت مع Key 103 يوم الخميس 28 مايو 2015. وهي ما زالت جزءًا من عائلة باور الإذاعية التي تواصل استضافة عرض الإفطار في راديو كيرانج صباح كل يوم حتى فبراير 2016، حيث انضمت إلى راديو كيرانج الذي انطلق في 30 مارس، ويستضيف كيت بعد الظهر أيام الأسبوع من 1 مساء إلى 4 مساء.

## وصلات خارجية
- الموقع الرسمي
- The Morning After webpage
- كيت لاولر على موقع IMDb (الإنجليزية)
- كيت لاولر على موقع ميوزك برينز (الإنجليزية)
- كيت لاولر على موقع قاعدة بيانات الفيلم (الإنجليزية)
- Recent interview
- Lawler's blog
- Kate Lawler on Virgin Radio